# ولاية بينو
ولاية بينو (بالإنجليزية: Benue State)‏ هي ولاية في نيجيريا، بلغ عدد سكانها 4,253,641 نسمة وذلك حسب إحصائيات سنة 2006، عاصمتها ماكوردي ‏، تبلغ مساحتها 34,059 كيلومتر مربع.

## الموقع
تشترك في الحدود مع:
- ولاية نصراوة
  - ولاية إبونيه
  - ولاية إينوغو
  - ولاية كروس ريفر
  - ولاية ترابة
  - ولاية كوجي.